# Chapada Diamantina

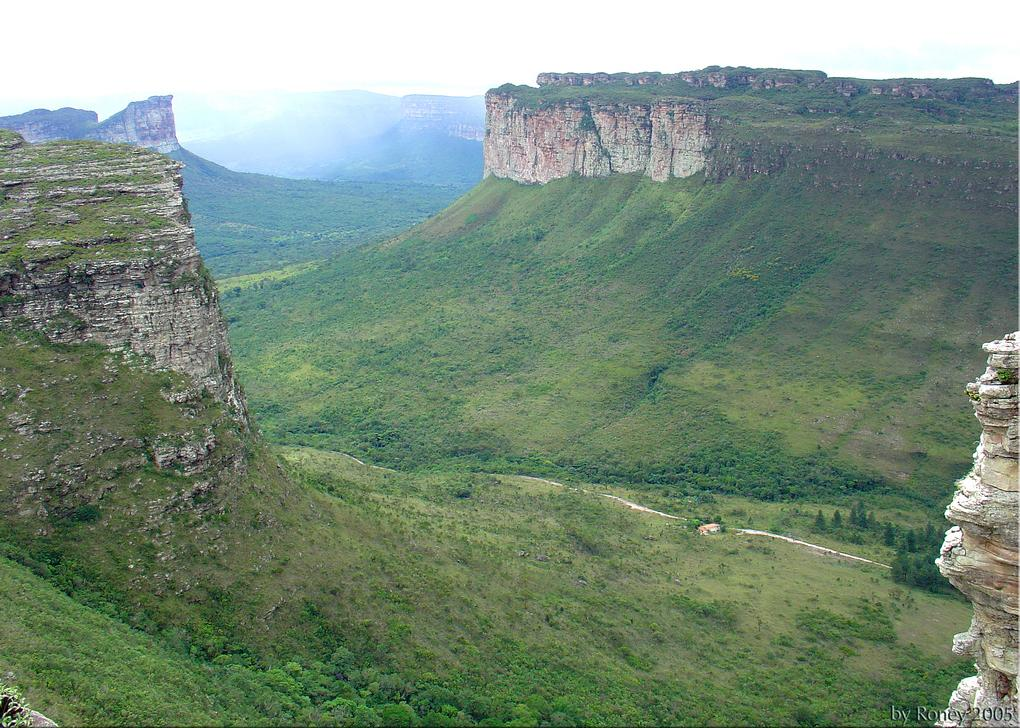
Vista del monte Pai Inácio.

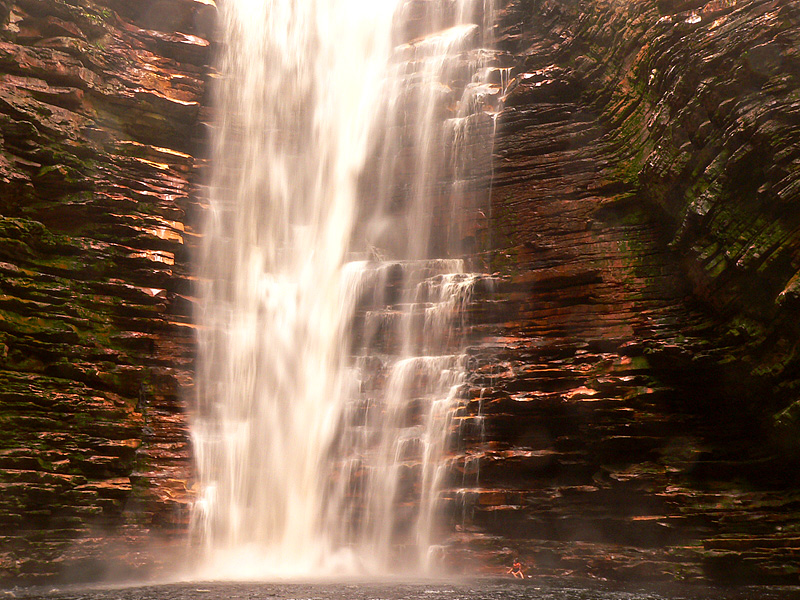
La cascada de Buracão.

La Chapada Diamantina (Meseta Diamantina) es una región de 38.000 km² de sierras situada en el centro del estado brasileño de Bahía, donde nacen casi todos los ríos de la cuenca del Paraguaçu, el río Jacuipe y el río de Contas. Es conocida internacionalmente por sus llamativas meseta diseccionadas.

## Parque nacional de Chapada Diamantina
El parque nacional fue creado en 1985 por decreto federal, abarcando un área de 152.000 hectáreas de la Serra do Sincorá y sus alrededores, incluyendo los municipios de Lençóis, Palmeiras, Andaraí y Mucugê. Se sitúa entre las coordinadas geográficas 41º35'-41º15' de longitud oeste y 12º25'-13º20' de latitud sur. El turismo ecológico consciente le otorga a Chapada las mejores características de un lugar de ocio que preserva la naturaleza.

## Características
Las rocas de Chapada Diamantina forman parte de la unidad geológica conocida como Supergrupo Espinhaço, que adoptó este nombre por encontrarse en la sierra do Espinhaço en el estado de Minas Gerais. Consiste en general en un altiplano extenso con una altitud media de entre 800 y 1.200 m por encima del nivel del mar. Las sierras que componen la Chapada Diamantina abarcan un área aproximada de 38.000 km² y constituyen la línea de división de las aguas entre la cuenca del río San Francisco (ríos S. Onofre, Paramirim) y los ríos que desaguan directamente en el océano Atlántico, como los ríos Contas y Paraguaçu. En esta cadena de sierras se encuentran los picos más altos de Bahía, siendo el pico do Barbado con 2.033m el punto culminante de todo el nordeste.

## El nacimiento
La Chapada Diamantina no fue siempre una imponente cadena de sierras. Hace cerca de mil millones y setecientos millones de años se inició la formación de la cuenca sedimentaria del Espinhaço a partir de una serie de extensas depresiones que fueron rellenadas con materiales expulsados por los volcanes, arenas traídas por el viento y grava caída de sus laderas. Sobre estas depresiones se depositaron sedimentos en una zona en forma de cuenca, bajo influencia de los ríos, los vientos y los mares. Posteriormente, los ríos, los vientos y las lluvias desempeñaron el papel de agentes modificadores de aquellos sedimentos para entonces transformados en roca y doblados o fracturados, formando el paisaje actual. Las innúmeras capas de arenisca, conglomerado y calcáreas, hoy expuestas en la Chapada Diamantina, representan los depósitos sedimentarios primitivos; el paisaje actual es producto de las actividades de aquellos agentes a lo largo del periodo geológico. En las calles y calzadas de las ciudades de la Chapada Diamantina las losas de superficie ondulada revelan la acción de los vientos y de las aguas que pasaban sobre los antiguos arenales.